# Kesternich
Kesternich ist ein Ortsteil von Simmerath in der Städteregion Aachen in Nordrhein-Westfalen.

## Geographische Lage
Kesternich liegt in der Nordeifel entlang der L 166 und Bundesstraße 266 ca. 1 km östlich des Kernorts Simmerath auf dem Weg zur Rurtalsperre, deren Südende (Obersee) bei Einruhr weitere 5 km östlich liegt. Damit liegt Kesternich an einer touristisch relevanten Durchgangsroute im Dreieck Aachen / Monschau / Rurtalsperre, ist aber ländlich geprägt.

## Geschichte
Kesternich liegt an der historischen Römerstraße, welche vom Hohen Venn über Monschau-Konzen nach Einruhr verlief. 1964 wurden südlich des Ortes die Fundamente eines einzelnen römischen Gebäudes (mutmaßlich Verpflegungsstation) entdeckt. Hier ist auch der Ursprung des Namens zu suchen, er stammt vermutlich von „Castriniacum“ was „kleines Soldatenlager“ oder „kleine Herberge“ bedeutet.
Eine Besiedlung ist aber erst im 18. Jahrhundert belegt. 1717 hat es die erste Kesternicher Kirche gegeben, die zur Simmerather Pfarrei gehörte. Diese unterstand bis zum Ende des 18. Jahrhunderts politisch dem Herzogtum Jülich. Nachdem 1794 das gesamte Linke Rheinufer während des Ersten Koalitionskrieges besetzt war, gehörte das Gebiet von 1798 bis 1814 zu Frankreich. Simmerath und Umgebung gehörten zum Kanton Montjoie im Arrondissement Aachen im Rur-Département. Aufgrund der 1815 auf dem Wiener Kongress getroffenen Vereinbarungen wurde das Gebiet dem Königreich Preußen zugeordnet, von 1822 bis zum Ende des Zweiten Weltkriegs war es Teil der Rheinprovinz. In den Wintermonaten 1944/45 gab es schwere Kämpfe beim Vormarsch der Amerikaner. Den Gefallenen wurde 1993 ein Ehrenmal (Bronzeplatte) gesetzt. Kesternich wurde bei den Kämpfen fast gänzlich zerstört, beim Wiederaufbau gelang es, das traditionelle Erscheinungsbild beizubehalten.

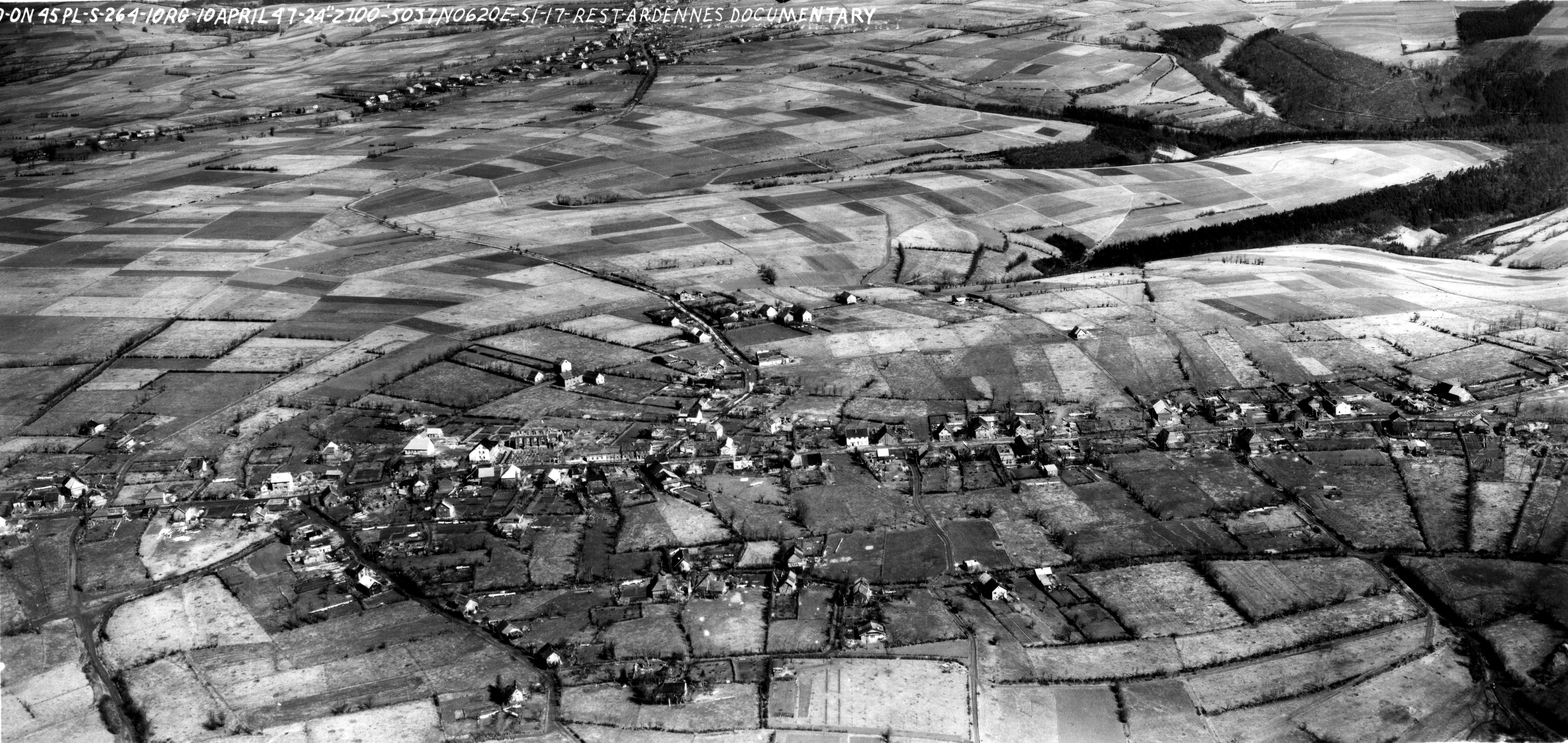
Luftbild 1947. Kesternich wurde im Krieg zu über 90 % total zerstört, Wiederaufbau

Bis 1972 gehörte Kesternich als eigenständige Gemeinde zum ebenfalls aufgelösten Kreis Monschau und dieser zum ebenfalls aufgelösten Regierungsbezirk Aachen. Durch das Gesetz des Landes Nordrhein-Westfalen zur Neugliederung der Gemeinden und Kreise des Neugliederungsraumes Aachen (das so genannte Aachen-Gesetz) vom 14. Dezember 1971 wurde das zuvor selbständige Amt Kesternich, das auch Rurberg, Steckenborn und Strauch mitverwaltet hatte, gemeinsam mit dem bisherigen Amt Simmerath sowie weiteren Ortschaften am 1. Januar 1972 zur neuen Gemeinde Simmerath zusammengeschlossen.
Der Kreis Aachen sowie der Rechtsnachfolger Städteregion Aachen planen seit 2006 eine Ortsumgehung für Kesternich und begründen diese mit dem gewachsenen Verkehrsaufkommen im Nationalpark Eifel. Die Dringlichkeit wurde mittlerweile zurückgestellt, ebenso ist der Trassenverlauf unklar.

## Kultur und Sehenswürdigkeiten

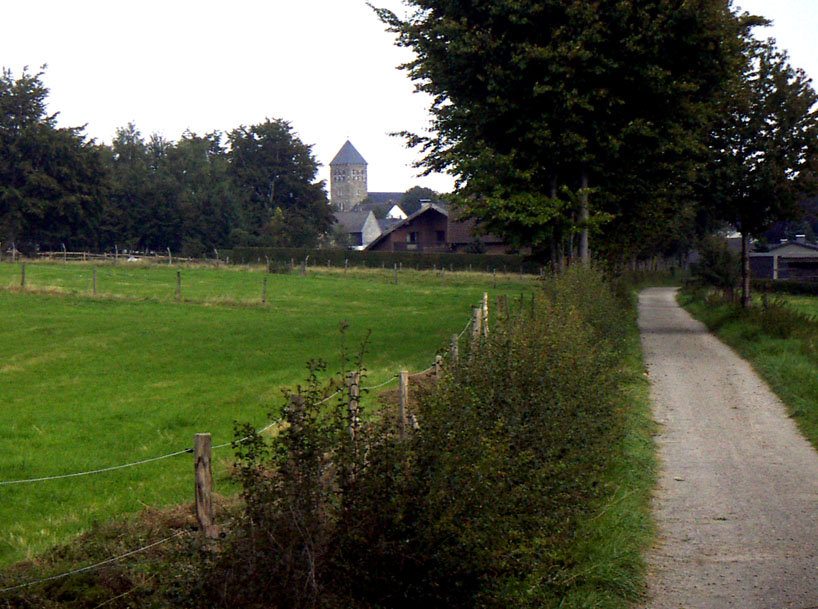
Standort: etwa auf der historischen Römerstraße, Blickrichtung nach Osten, auf die Kesternicher Kirche

### Vereine
Kesternich verfügt über ein intensives Vereinsleben.

### Bauwerke
Die Bausubstanz ist heterogen (Fachwerk, Putz, Grauwacke, Klinkerbau); der historische Ortskern ist südlich der B 266 angesiedelt (Brunnenstraße / Ringstraße), das Neubauviertel am Westrand.
Der Ursprungsbau der Pfarrkirche St. Peter und Paul von 1717 ist nicht mehr nachvollziehbar; ihr heutiges Aussehen geht auf einen neogotischen Neubau von 1899 zurück, der im Zweiten Weltkrieg zerstört und danach rekonstruiert wurde. Unzerstört blieb ein neugotisches Kruzifix, das ein amerikanischer Soldat mitgenommen hatte und 1983 auf Umwegen an den Ursprungsort zurückbringen ließ. Über dem rechten Seitenaltar stehen Holzskulpturen der 14 Nothelfer.
Kesternich liegt am Rande des Monschauer Heckenlandes und verfügt an einigen Gebäuden über die charakteristischen Rotbuchen-Windschutzhecken.

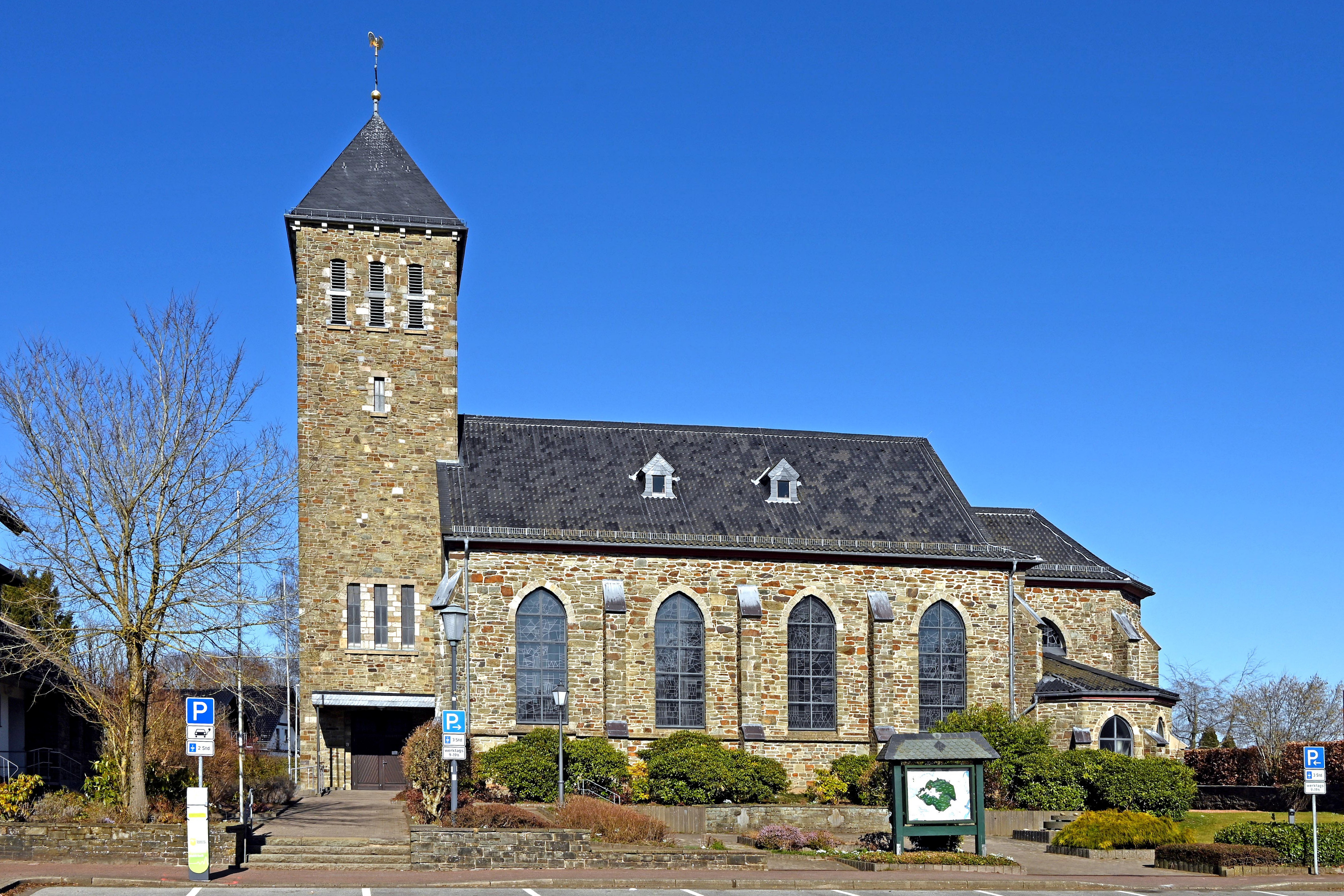
Pfarrkirche
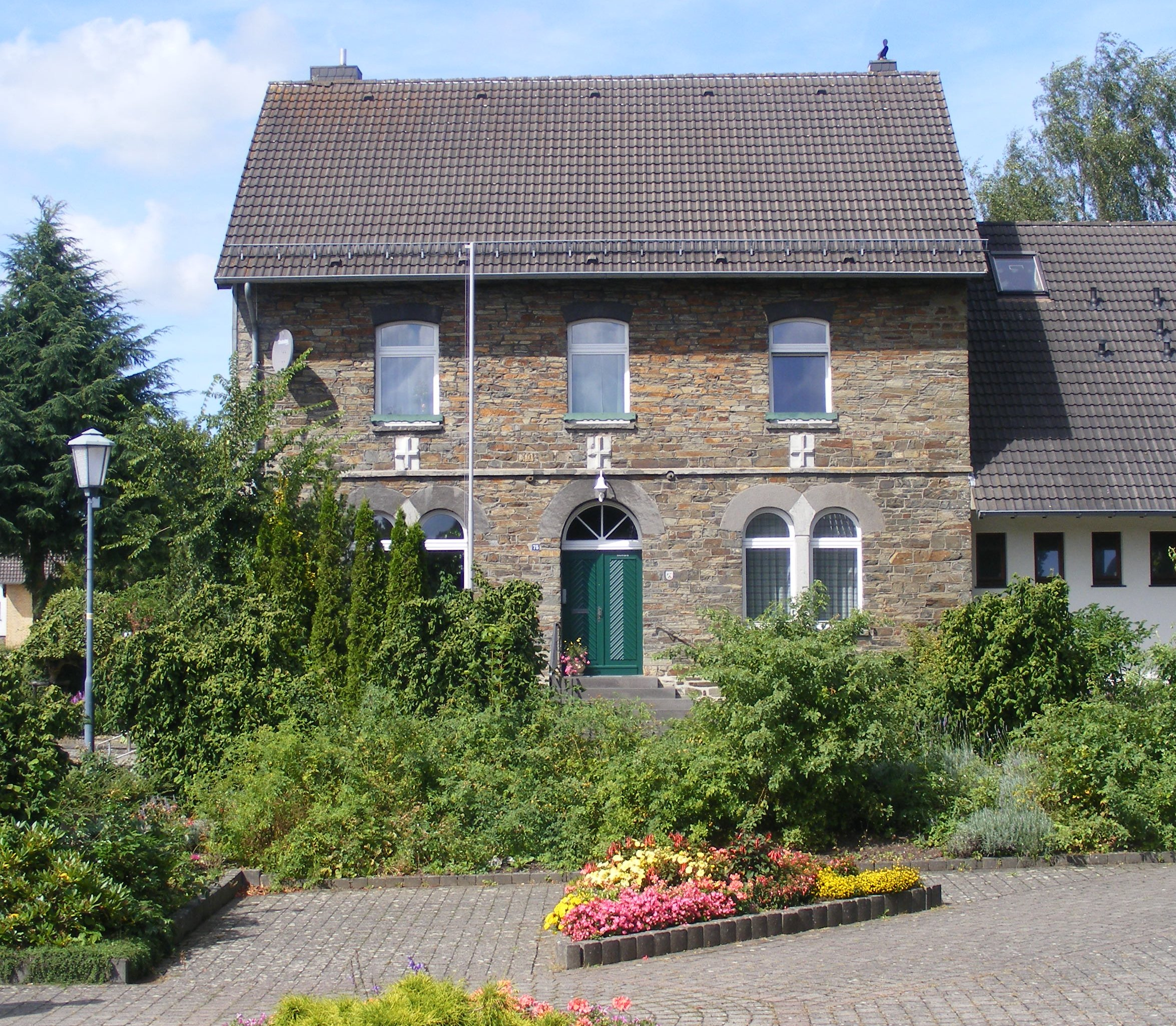
Pfarrhaus
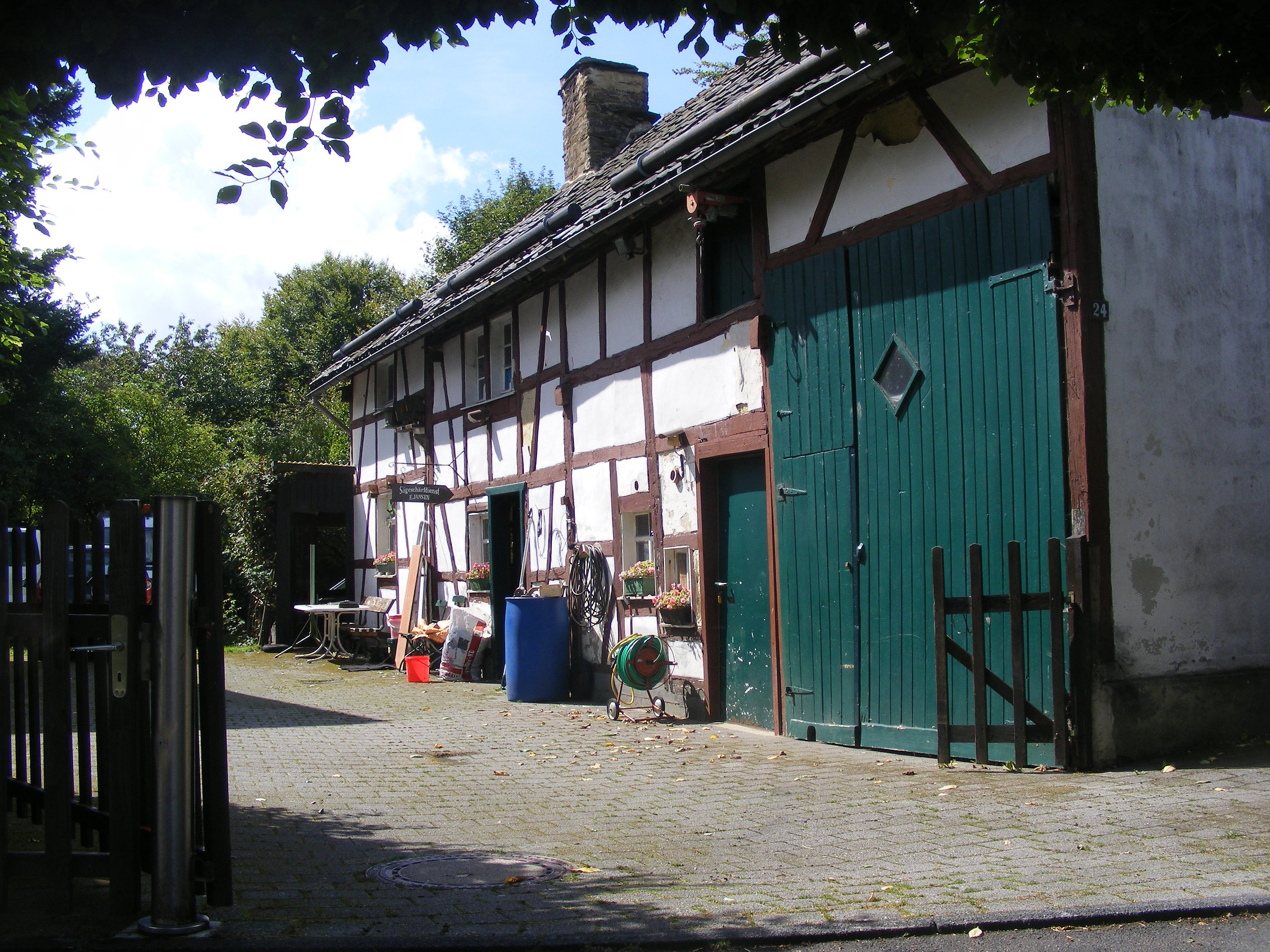
Hof-Stallanlage
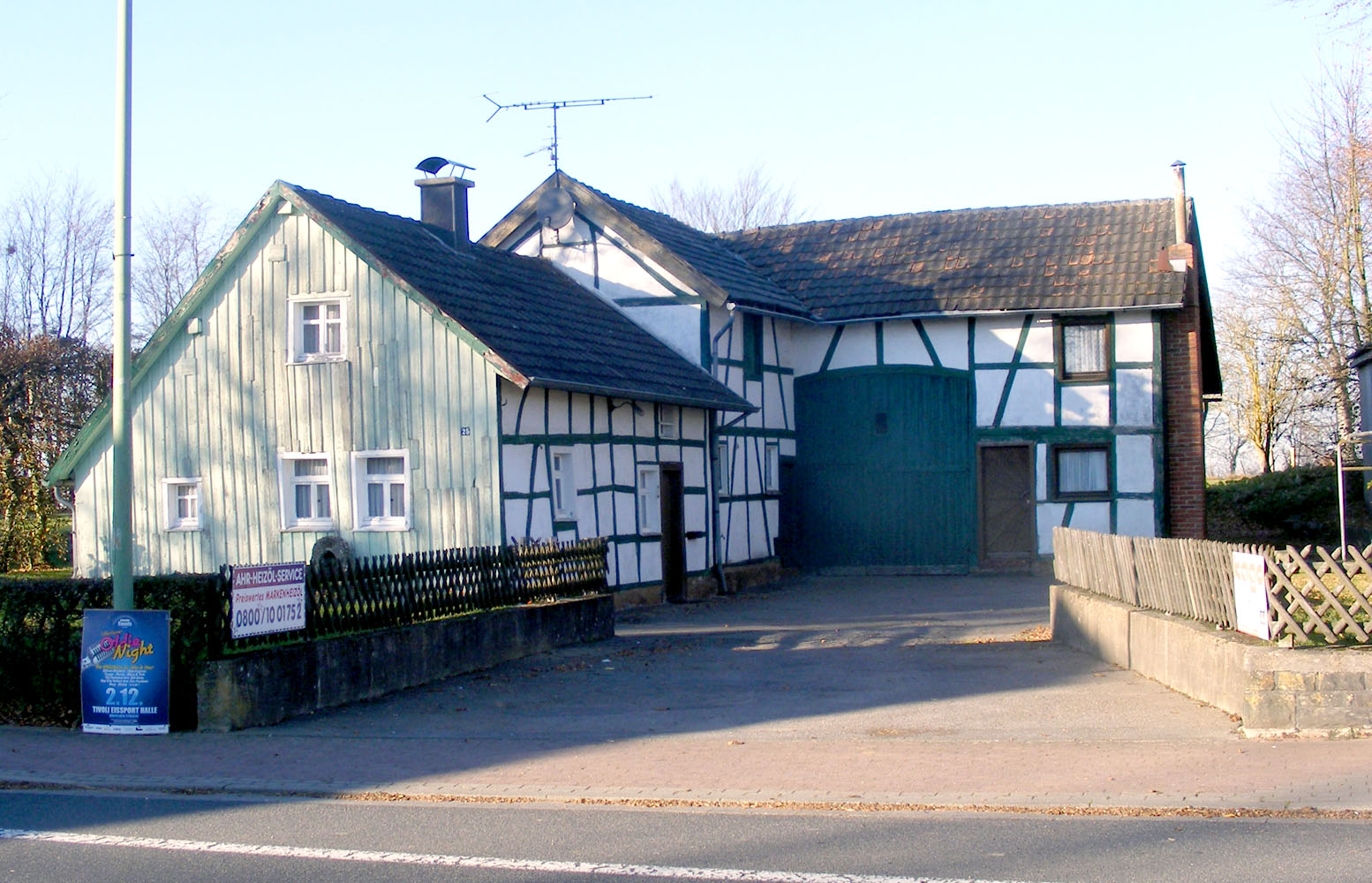
Fachwerk Winkelhofanlage, 18. Jahrhundert

## Wirtschaft und Infrastruktur

### Öffentliche Einrichtungen
- Friedhof mit Kapelle
- Sport- und Kulturzentrum[4] (Dorfgemeinschaftshaus, kurz: DGH)

### Kommunale Einrichtung
- Freiwillige Feuerwehr Simmerath, Löschgruppe Kesternich

## Bildung
Kesternich verfügt über einen eigenen Kindergarten in Trägerschaft der Städteregion Aachen.
Die Katholische Grundschule Simmerath ist die nächste Grundschule.
Schülern mit Gymnasial-, Realschul- oder Hauptschulempfehlung steht die Sekundarschule Nordeifel in Simmerath zur Verfügung.

## ÖPNV
Im ÖPNV wird Kesternich von den AVV-Buslinien 63, 68, 88 und SB 88 der ASEAG bedient. In den Nächten vor Samstagen sowie Sonn- und Feiertagen sorgt eine Nachtbuslinie für Verbindungen aus und Richtung Aachen.
| Linie | Betreiber | Verlauf |
| ----- | --------- | --- |
| 63    | ASEAG     | Simmerath – Kesternich – Rurberg – Einruhr – Vogelsang IP (– Morsbach – Herhahn – Gemünd / Schleiden) |
| 68    | ASEAG     | (Lammersdorf – Witzerath – Rollesbroich –) Simmerath – (Kesternich –) Strauch – Steckenborn – Woffelsbach – Rurberg (– Einruhr) |
| 88    | ASEAG     | Schmidt – Steckenborn – Strauch – Kesternich – Simmerath Eifelklinik – Simmerath Bushof |
| SB88  | ASEAG     | Schnellbus: Nideggen – Brück – Schmidt – Strauch – (Kesternich –) Simmerath |
| N60   | ASEAG     | Während der Sperrung der B258 kann der Nachtexpress in Konzen nur die Haltestellen Konzen Bf. und Breitestr. bedienen. Aus Zeitgründen kann Imgenbroich nicht bedienen. Nachtexpress: nur in den Nächten vor Samstagen sowie Sonn- und Feiertagen Aachen Hauptbahnhof → Elisenbrunnen → Aachen Bushof → Kaiserplatz → Josefskirche → Bf Rothe Erde → Forst → Brand → Kornelimünster → Walheim → Hahn → Rott → Roetgen → Lammersdorf → Rollesbroich → Witzerath → Simmerath → Strauch Am Roßbach → Kesternich → Am Gericht → Konzen Breitestr. → Konzen Bf. → Roetgen → Friesenrath → Walheim |